# Cửu Thiên Huyền Nữ

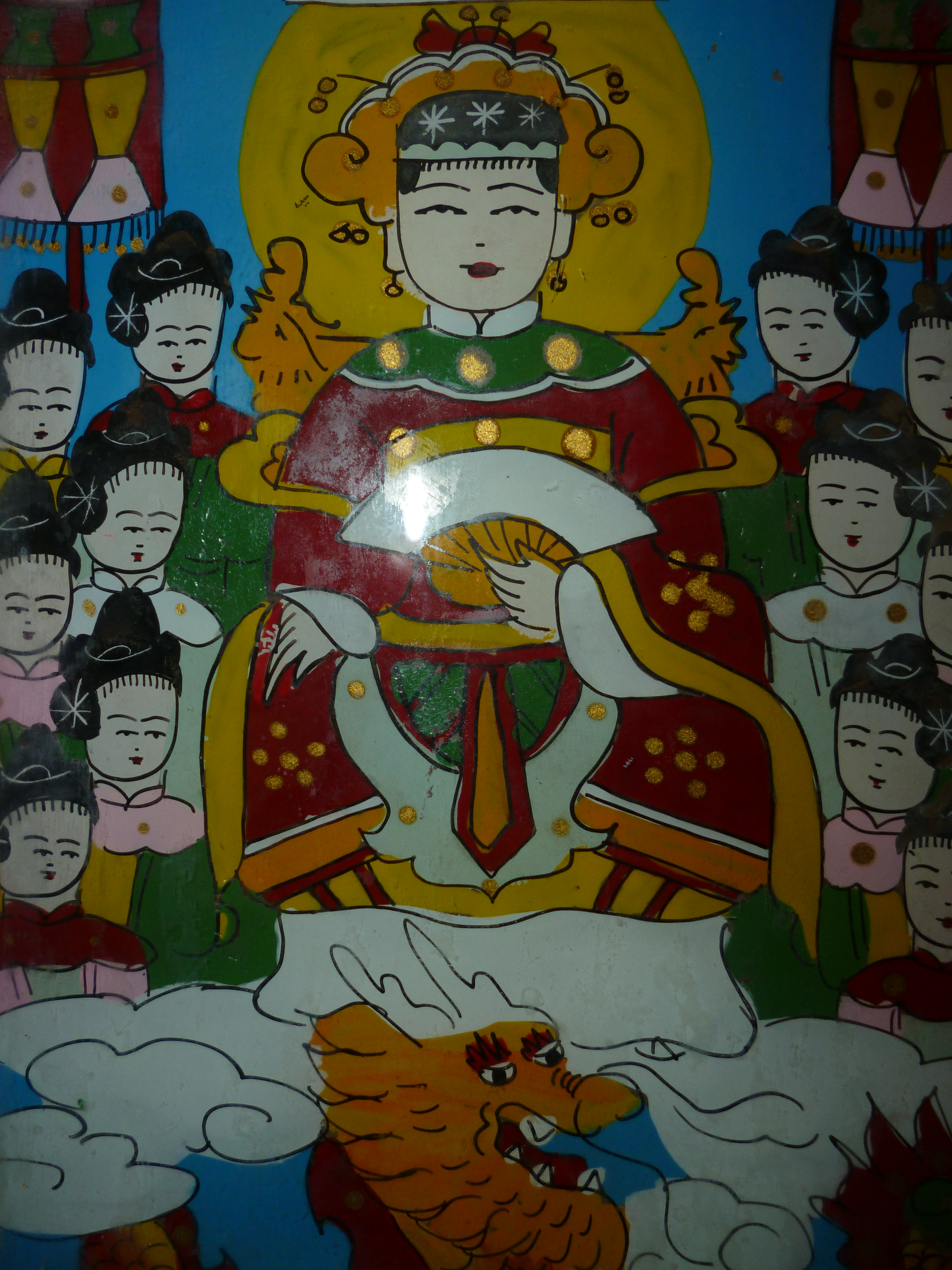
Cửu Thiên Huyền Nữ trên một tran Bà (bàn thờ bổn mạng)

Cửu Thiên Huyền Nữ (chữ Hán: 九天玄女) hay còn gọi Cửu Thiên Huyền Mỗ (九天玄姆), tục gọi Cửu Thiên Huyền Nữ nương nương (九天玄女娘娘) hay Cửu Thiên nương nương (九天娘娘) là một trong ba vị Thánh tổ của Đạo giáo Trung Quốc. Trong tín ngưỡng dân gian Việt Nam thì Cửu Thiên Huyền Nữ là một vị nữ thần linh thiêng, có uy quyền về mặt trừ tà ma, thường được phối thờ với các vị thần linh khác. Theo nhà Việt Nam học người Pháp Gustave Dumoutier (1850-1904) thì Cửu Thiên Huyền Nữ còn có khả năng trấn áp, trừ tà. Cửu Thiên Huyền Nữ định ra vào ngày 30 tết, vẽ hình cung tên trên sân trong gia đình để trừ tà ma. So với tín ngưỡng thờ Cửu Thiên Huyền Nữ ở Trung Quốc thì tín ngưỡng thờ Cửu Thiên Huyền Nữ tại Hội An và một số địa phương ở Việt Nam có nét đặc trưng khác biệt, đó là vị nữ thần tổ của các nghề thủ công và là vị mẫu thần cứu độ bổn mạng cho nữ giới.

## Trung Hoa

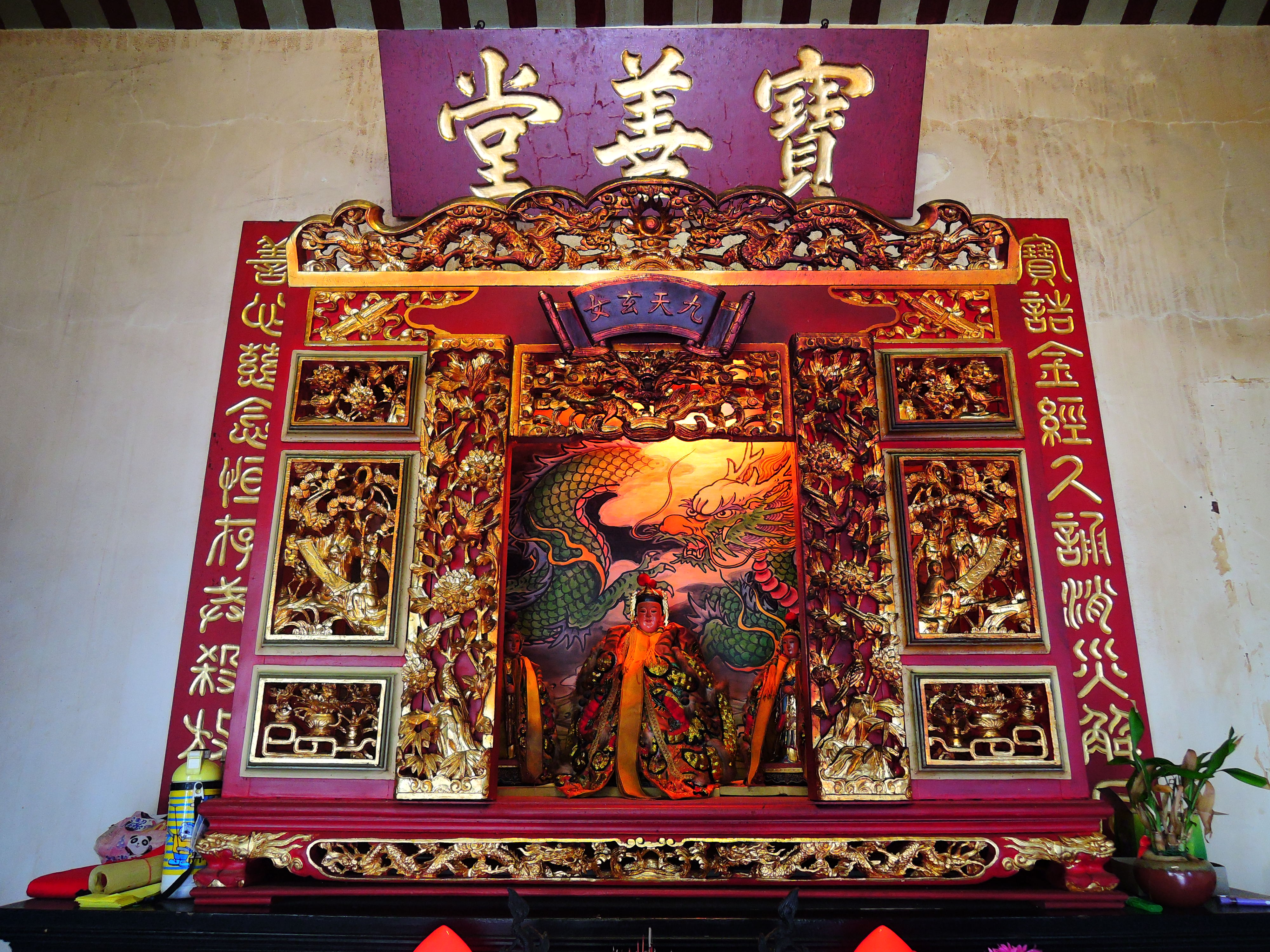
Tượng Cửu thiên huyền nữ ở Trung quốc

Trong thần thoại Trung Hoa thì bà là một vị nữ thần về chiến tranh và sự trường thọ. Một điển tích về bà là việc bà là người đã chỉ dạy cho Hoàng Đế đánh bại Xi Vưu. Kinh sách thường chép Cửu Thiên Huyền Nữ là một người phụ nữ đầu người mình chim. Có thuyết cho rằng đó là Huyền điểu (玄鳥). Kinh Thi – Thương tụng có phần Huyền điểu chép: "Thiên mệnh huyền điểu, là để sanh ra nhà Thương, trạch ân thổ mang mang. Cổ đế mệnh Vũ Thang, chính vực bỉ tứ phương". Tuy nhiên không có nhiều liên hệ để chứng minh đây là Cửu Thiên Huyền Nữ, chỉ có từ Huyền, phụ nữ và thân chim. Ngoài ra, Thuyết văn nói: "màu đen còn gọi là huyền" chứng tỏ Huyền Điểu đơn giản là con chim màu đen. Ghi chép về Cửu Thiên Huyền Nữ được tiếp cận có niên đại sớm nhất là "Dung Thành tập tiên truyện" (墉城集仙录) do đạo sĩ Trung Hoa Đỗ Quang Đình (850-933) biên soạn. Truyện ghi lại sự tích về vị nữ thần có đoạn: "Cửu Thiên Huyền Nữ là thầy của Huỳnh Đế, và là học trò Thánh Mẫu Nguyên Quân (tức Tây Vương Mẫu). Xi Vưu tạo ra tai họa, có 81 bọn anh em, thân thú nhân ngữ tạo hình Ngũ hổ làm hại lê dân, không theo lệnh Đế. Đế muốn đánh nó, Huyền Nữ tức truyền bùa Lục Giáp Lục Nhâm Binh Tín cho Đế".
Trong sách nói Cửu Thiên Huyền Nữ là một môn đồ của Tây Vương Mẫu và nhận mệnh giúp Hoàng Đế đánh Xi Vưu trong trận Trác Lộc. Trong trận Trác Lộc, quân Hữu Hùng Thị bị Xuy Vưu vây chặt, không nhận định được phương hướng đánh ra giải vây, nên thường bị Xuy Vưu đánh bại phải tháo lui. Trong lúc nguy cấp như thế, Cửu Thiên Huyền Nữ cưỡi một con phượng hoàng hiện ra dạy, Hữu Hùng Thị chế ra xe hai bánh chỉ Nam, có bộ phận chỉ rõ hướng Nam, để phân định phương hướng và vị trí tiến quân, lại dạy cho binh pháp. Nhờ vậy, Hữu Hùng Thị củng cố binh mã, từ trong đánh ra bất ngờ, làm cho binh đội Xuy Vưu thảm bại, bắt sống được thủ lĩnh Xuy Vưu đem giết chết. Sau đó, Cửu Thiên Huyền Nữ cũng thường ứng hiện giúp Hoàng Đế và những người hiền tài trong nước, như giúp cung phi chế ra nghề nuôi tằm lấy tơ dệt lụa, giúp ông Dung Thành chế ra máy Cai Thiên để xem thiên tượng, giúp ông Thương Hiệt chế ra chữ viết tượng hình để thay cho việc thắt nút ghi nhớ các sự việc. Ngoài ra Cửu Thiên Huyền Nữ truyền khoa Lục Nhâm Độn Giáp, và phép bói 64 quẻ Dịch mà đoán kiết hung. Trong Thủy hử truyện hồi 41 kể rằng: Tống Công Minh trong lần về quê nhà Vận Thành thăm cha bị bọn quan quân phát hiện truy bắt, phải trốn trong miếu "Cửu Thiên Huyền Nữ". Trong giấc mơ của mình, Tống Giang được Cửu Thiên Huyền Nữ truyền cho ba cuốn thiên thư binh pháp.

## Việt Nam
Theo nhà nghiên cứu Onishi Kazuhiko thì tín ngưỡng thờ Cửu Thiên Huyền Nữ ở Việt Nam có từ thời kỳ nhà Lý. Triều đình nhà Nguyễn đã ban đạo sắc phong thần Cửu Thiên Huyền Nữ và gia tặng mỹ tự là Dực bảo Trung hưng Huyền nữ. Tín ngưỡng thờ Cửu Thiên Huyền Nữ khá phổ biến ở một số địa phương, vùng miền như Huế, Bắc Bộ, Nam Bộ và vị nữ thần này thường được tôn thờ ở vị trí hàng đầu cùng với các vị nữ thần khác như Thiên Y A Na Diễn Ngọc Phi, Đại Càn Tứ Vị thánh nương, Thánh Mẫu Liễu Hạnh. Ở Huế, tín ngưỡng thờ Cửu Thiên Huyền Nữ phổ biến từ triều đình cho đến dân gian, Cửu Thiên Huyền Nữ còn được xem là vị thần bổn mạng và là vị tổ sư nghề mộc. Tại Hội An thì Cửu Thiên Huyền Nữ được nhân dân tôn thờ ở đình làng Cẩm Phô và Sơn Phong, việc thờ Cửu Thiên Huyền Nữ cùng với các vị thần của hai làng đều không rõ nguồn gốc lai lịch và thần tích.
Ở Hưng Yên có đền Cửu Thiên Huyền Nữ được xây dựng vào khoảng cuối thế kỷ XVII để thờ Đức Thánh Cửu Thiên Huyền Nữ Chân Quân là vị thánh có công giúp đỡ người dân trong lúc hoạn nạn, nguy nan, được tôn làm Thành hoàng. Hằng năm, đền Cửu Thiên Huyền Nữ tổ chức lễ hội truyền thống vào ngày 9 tháng 9 âm lịch để tưởng nhớ công lao của các vị thần, trong lễ hội có nhiều hoạt động văn hóa truyền thống như tế lễ, dâng hương và giao lưu văn nghệ. Sự hiện diện của Cửu Thiên Huyền Nữ đã góp phần tạo nên giá trị đặc sắc trong hệ thống tín ngưỡng thờ thần nói chung, nữ thần nói riêng. Điều này cũng thể hiện dấu ấn của giao lưu văn hóa Hoa – Việt trong lịch sử, tín ngưỡng thờ Cửu Thiên Huyền Nữ mang dấu ấn đặc sắc, thể hiện sự giao lưu, tiếp biến văn hóa Trung Hoa Theo học giả Huỳnh Ngọc Trảng: "Cửu Thiên Huyền Nữ cũng cứu độ cho giới nữ, và là vị tổ của các nghề thủ công. Cửu Thiên Huyền Nữ được thờ ở các miếu ngoài đình hoặc ngay trong chánh điện của đình".